# میخال چوپر
میخال چوپر (چکی: Michal Čupr؛ زادهٔ ۲۳ دسامبر ۱۹۹۱) شمشیرباز اهل جمهوری چک است.
وی در مسابقات کشوری و بین‌المللی در مجموع برندهٔ ۱ مدال برنز شده است.